# 皮奥伊州科洛尼亚
皮奥伊州科洛尼亚（葡萄牙語：Colônia do Piauí）是巴西皮奥伊州的一个市镇。总面积947.934平方公里，总人口7645人，人口密度8.1人/平方公里。